# ヘンリー・サマセット (1849-1932)
ヘンリー・リチャード・チャールズ・サマセット卿（英: Lord Henry Richard Charles Somerset PC DL JP、1849年12月7日 - 1932年10月10日) は、イギリスの保守党所属の政治家、大衆音楽作曲家。第2次ディズレーリ内閣（1874年 - 1880年）で1879年まで王室会計監査官を務めた。弟のアーサー・サマセット卿と同様、同性愛スキャンダルによって立場を失い、国外に去った。

## 生涯
第8代ボーフォート公爵ヘンリー・サマセットとレディ・ジョージーナ・カーゾン（初代ハウ伯爵リチャード・カーゾン＝ハウの娘）の間の第4子・三男としてダブリン県キングスタウンのザ・ソルト・ヒル・ホール（the Salt Hill Hotel）で誕生。
1871年総選挙でモンマスシャー選出の庶民院議員となり、1880年の落選まで務めた。1874年の第2次ディズレーリ内閣組閣時に枢密顧問官及び王室会計監査官に任命され、1879年まで同職にあった。モンマスシャー副統監及びモンマスシャー・ヘレフォードシャー治安判事の名誉職も保有した。
1872年2月6日、第3代サマーズ伯爵チャールズ・サマーズ＝コックスの長女でその共同相続人のレディ・イザベラ・サマーズ＝コックスと結婚。しかし隠れた同性愛者だったヘンリー卿が17歳の少年との情事に夢中になったことにより、結婚生活は数年で崩壊した。イザベラは夫の同性愛を暴露したことで上流社交界から追放され、ヘンリー卿も政治的キャリアを失って、国外退去とイタリアへの移住を余儀なくされた。
ヘンリー卿はイタリア移住後、「文学史上最初のユレイニアン詩」とされる詩集『別れの歌（Songs of adieu）』（1889年）を発表した。また幾つかの曲を作曲し、その中では『眠りの歌（A song of sleep）』（1903年）がよく知られる。またクリスティーナ・ロセッティの詩『エコー』にも曲を付け、1900年にチャペル社（Chappell & Co）から発売した際は相当な人気を得た。
ヘンリー卿は1932年にフィレンツェで没した。

## 子女
妻との間に一人息子があった。
- ヘンリー・チャールズ・サマーズ・オーガスタス・サマセット（1874年 - 1945年） - 第10代セント・オールバンズ公爵（英語版）の娘レディ・キャスリーン・ボークラークと初婚（離別）、第3代ダファリン・アンド・エヴァ侯爵（英語版）の未亡人ブレンダ・ウッドハウスと再婚[13]

息子ヘンリーと最初の妻の間の孫息子デイヴィッド・サマセットは1984年ボーフォート公爵（第11代）を襲爵した。

## 引用・脚注
1. ↑  “Births.”. Hampshire Advertiser:  p. 8. (1849年12月15日) 2024年9月6日閲覧。
2. ↑  Craig, F. W. S. (1989). British parliamentary election results 1832–1885 (2nd ed.). Chichester: Parliamentary Research Services. p. 529. ISBN 0-900178-26-4
3. ↑  Leigh Rayment's Historical List of MPs – Constituencies beginning with "M" (part 3)
4. ↑  “No. 24071”. The London Gazette (英語). 3 March 1874. p. 1453.
5. ↑  “No. 24675”. The London Gazette (英語). 7 February 1879. p. 601.
6. ↑  Black, Ros. “Lady Henry Somerset 1851 - 1921”. 2012年6月4日時点のオリジナルよりアーカイブ。2025年6月11日閲覧。
7. ↑  “Victoria Embankment Gardens – Lady Henry Somerset” (2016年2月7日). 2025年6月11日閲覧。
8. ↑  “Lady Henry Somerset (1851-1921)”. Exploring Surrey's Past. 2025年6月11日閲覧。
9. ↑  Rodney Bell (2011) As Good as God, As Clever as the Devil: The Impossible Life of Mary Benson
10. ↑  世紀末の同性愛的・少年愛的な英国詩人グループ。
11. ↑  Timothy d'Arch Smith, Love in Earnest: Some Notes on the Lives and Writings of English "Uranian" Poets from 1889 to 1930 (1970), p. 24
12. 1 2  “ENGLISH COMPOSER DIES IN FLORENCE; Lord Henry Somerset Had Been Residing in Italy Since Separation From Wife. ONCE CONSERVATIVE M.P. Controller of Queen Victoria's House- hold, 1874-79 -- Ballads Long Popular In England.”. The New York Times. (1932年10月12日) 2023年11月15日閲覧。
13. ↑  “LADY DUFFERIN WED TO CAPT. SOMERSET; Widow of Marquess of Dnfferin and Ava Married to Son of Lord Henry Somerset.”. The New York Times. (1932年1月29日) 2023年11月15日閲覧。
14. ↑  “Duke of Beaufort Dies at 83; Renowned as a Fox Hunter”. The New York Times. (1984年2月6日) 2023年11月15日閲覧。